# Bauernschlacht bei Ostheim
Die Bauernschlacht bei Ostheim war eine Auseinandersetzung während des Deutschen Bauernkrieges und fand am 7. Mai 1525 bei der Ortschaft Ostheim, heute ein Ortsteil der Gemeinde Westheim im heutigen Landkreis Weißenburg-Gunzenhausen, statt.

## Vorgeschichte
Im Frühjahr 1525 erreichten die Aufstände der Bauern von Oberschwaben her auch das Nördlinger Ries und die Umgebung. Bereits Anfang März lagerten Bauern vor Bopfingen und auf dem Ipf. Auch hier hatten sich revolutionäre Gedanken verbreitet. Vor allem von den unterdrückten Bauern wurden Freiheitsrechte, Abgabenverringerung und kirchliche Reformen gefordert. Diese frühe demokratische Bewegung erreichte mit dem Deininger Haufen Ende März einen ersten Höhepunkt. Über 3000 Bauern versammelten sich. Nach Verhandlungen mit dem Schwäbischen Bund löste sich am 12. April der Haufen friedlich auf. Ende April schwappten jedoch die Gewaltexzesse im Raum Ellwangen und Dinkelsbühl auch auf das Ries über. Nach der Plünderung des Klosters Mönchsroth geriet auch Maihingen in den Fokus. Dort verwüsteten am 2. Mai 1525 die Bauern das Kloster und nahmen den jungen Grafen Ludwig XIV. zu Oettingen gefangen. Sie zogen nach Oettingen weiter, besetzten die Stadt und plünderten das Deutschordenshaus.

## Schlacht
Am 6. Mai vereinigten sie sich mit den aus Norden heranziehenden Bauern aus der fränkischen Hesselberg-Gegend und raubten das Kloster Auhausen aus. Viele Kunstschätze wurden zerstört und am Chorgestühl sind noch heute die Beschädigungen zu sehen. Die Bauern zogen mit 8000 Mann weiter und wurden am 7. Mai 1525 in den späten Nachmittagsstunden von einer kleinen markgräflich-ansbachischen Truppe auf dem Geilbuck bei Ostheim angegriffen und nach heftigen Kämpfen besiegt. Dabei waren die Bauern in die Ortschaft geflohen, woraufhin die Häuser von den Soldaten in Brand geschossen wurden. Mindestens 400 Bauern und drei Soldaten verloren hier ihr Leben. Etwa 3000 Bauern gerieten in Gefangenschaft und mussten noch Jahre später für ihre Beteiligung an den Kämpfen Strafgelder an den Markgrafen von Ansbach entrichten. 600 Bauern waren nach der Schlacht geflohen und zogen über Dinkelsbühl zu den Ellwanger Aufständischen. Dort kam es an den folgenden Tagen zu weiteren Kampfhandlungen und Belagerungen der Burgen Baldern und Kapfenburg. Schließlich wurden die letzten Bauern am 17. Mai in Ellwangen besiegt. Über die Vorgänge, die Bewaffnung der Bauern und deren Bestrafung geben umfangreiche Akten in den Fürstlich-Oettingischen Archiven Auskunft, und zwar sowohl das Oettingen-Wallerstein'sche als auch das Oettingen-Spielberg'sche Archiv.

## Relikte
Noch heute sind an den Figuren im Chorgestühl der Klosterkirche von Auhausen die Beschädigungen bei der Plünderung durch die Bauern 1525 zu sehen.

## Gemeindewappen
Die Gemeinde Westheim führt seit dem 26. Juli 1965 ein eigenes Wappen. Es wird wie folgt beschrieben: In Schwarz ein stehender, silbern gekleideter Bauer, der in der Rechten nach unten ein silbernes Schwert, in der Linken nach oben eine silberne Fahne mit rotem Bundschuh hält.
Es ist wie folgt begründet: Der Bauer mit der Bundschuhfahne erinnert an den Bauernkrieg von 1525 und hebt die Rolle von Westheim als Zentrum des Aufstands hervor. Aus Westheim stammte ein Bauernhauptmann, der gegen die Truppen der Markgrafen kämpfte. Die Farben Silber und Schwarz weisen auf die einstige Zugehörigkeit zum Fürstentum Ansbach hin. Auf dem Territorium der Gemeinde Westheim – beim Ortsteil Ostheim – fand die Schlacht vom 7. Mai 1525 statt.